# Ivanhoe
Ivanhoe (în engleză Ivanhoe: A Romance) este un roman istoric al scriitorului scoțian Walter Scott. A fost publicat în trei volume, în decembrie 1819, la editura lui Archibald Constable (din Edinburgh). A marcat o schimbare față de practica anterioară a lui Scott de a stabili povești în Scoția și în trecutul mai recent. A ajuns unul dintre cele mai cunoscute și mai influente romane ale lui Scott.
Amplasat în Anglia în Evul Mediu, cu descrieri colorate ale unor întreceri cavalerești, haiduci, procese de vrăjitoare și diviziuni între evrei și creștini, normanzi și sași, romanul a fost creditat de mulți, inclusiv de Thomas Carlyle și John Ruskin, cu un interes sporit inspirator în romantismul cavaleresc și în medievalism. După cum a spus John Henry Newman, Scott „este primul care a îndreptat mințile oamenilor în direcția Evului Mediu”. De asemenea, a fost creditat cu influențarea percepțiilor populare contemporane despre personaje istorice precum regele Richard Inimă de Leu, Prince John și Robin Hood.

## Rezumat
Ivanhoe este povestea uneia dintre familiile nobiliare anglo-saxone într-o perioadă în care nobilimea din Anglia era în majoritate normandă. Acesta îl urmărește pe protagonistul saxon, Sir Wilfred de Ivanhoe, care nu este în favoarea tatălui său privind loialitatea lui Sir Wilfred față de regele normand Richard Inimă de Leu. Povestea este plasată în 1194, după eșecul celei de-a treia cruciade, când mulți dintre cruciați încă se întorceau la casele lor din Europa. Despre regele Richard, care a fost capturat de Leopold al V-lea al Austriei în călătoria sa de întoarcere în Anglia, se credea că era încă în captivitate.

## Adaptări

### Film
Romanul a stat la baza mai multor filme:
- Ivanhoe, Statele Unite, 1911, regia J. Stuart Blackton[2]
- Ivanhoe, Statele Unite, 1913, regia  Herbert Brenon; cu King Baggot, Leah Baird și Brenon. Filmat în Anglia
- Ivanhoe, Țara Galilor, 1913, regia Leedham Bantock, filmat în Castelul Chepstow
- Ye Olden Days, Statele Unite, 1933, regia Burt Gillett
- Ivanhoe, 1952, regia Richard Thorpe, cu Robert Taylor, Elizabeth Taylor, Joan Fontaine și George Sanders; nominalizat la trei premii Oscar.
- The Revenge of Ivanhoe, (1965) cu Rik Van Nutter (un film peplum italian)
- Ivanhoe, the Norman Swordsman (1971) sau La spada normanna, regizat de Roberto Mauri (un film peplum italian)
- Balada cavalerului Ivanhoe (Баллада о доблестном рыцаре Айвенго), URSS, 1983, regia Serghei Tarasov, cântece de Vladimir Vîsoțki, cu Pēteris Gaudiņš ca Ivanhoe.

### Televiziune
Au fost produse, de asemenea, mai multe adaptări de televiziune ale romanului, inclusiv:
- 1958: Ivanhoe, serial TV bazat pe personajul lui Ivanhoe, cu Roger Moore ca Ivanhoe
- 1970: Ivanhoe, o miniserie TV cu Eric Flynn ca Ivanhoe.
- 1975: Children's Animated Classics Ivanhoe
- 1982: Ivanhoe, film de televiziune cu Anthony Andrews ca Ivanhoe.
- 1986: Ivanhoe, un film de televiziune animat din 1986 produs de Burbank Films în Australia.
- 1995: Young Ivanhoe, un film de televiziune din 1995 regizat de Ralph L. Thomas, în rolurile principale Kristen Holden-Ried ca Ivanhoe, Rachel Blanchard ca Rowena, Stacy Keach ca Pembrooke, Margot Kidder ca Lady Margarite, Nick Mancuso ca Bourget și Matthew Daniels ca Tuck.
- 1995: "Sniffing the Gauntlet", un episod al emisiunii PBS Wishbone care prezintă o repovestire a lui Ivanhoe. O carte a fost publicată ulterior ca Wishbone Classics #12: Ivanhoe, The Adventures of Wishbone #20: Ivanhound.
- 1997: Ivanhoe the King's Knight un serial televizat de desene animate produs de CINAR și France Animation. Povestire generală a romanului clasic.
- 1997: Ivanhoe, o miniserie TV în șase părți, de 5 ore, o coproducție a A&E și BBC.  Cu Steven Waddington ca Ivanhoe, Ciarán Hinds ca Bois-Guilbert, Susan Lynch ca Rebecca, Ralph Brown ca Prince John și Victoria Smurfit ca Rowena.
- 1999: The Legend of Ivanhoe, o producție Columbia TriStar International Television dublată în engleză, în rolurile principale John Haverson ca Ivanhoe și Rita Shaver ca Rowena.
- 2000–2002: Dark Knight, un serial Noua Zeelandă/Marea Britanie, cu Ben Pullen ca Ivanhoe și Charlotte Comer ca Rebecca.[3]
- 2017: The Heroic Quest of the Valiant Prince Ivandoe, o parodie animată daneză/britanică.

### Opere
Cantata dramatică Ivanhoé a lui Victor Sieg a câștigat Prix de Rome în 1864 și a avut premiera la Paris în același an. Ivanhoe a fost marea operă a lui Arthur Sullivan și Julian Sturgis (Sturgis a fost recomandat de partenerul de mai multe ori al lui Sullivan, W.S. Gilbert). A debutat în 1891 și a rulat timp de 155 de spectacole consecutive.
Alte opere bazate pe roman au fost compuse de Gioachino Rossini (Ivanhoé), Thomas Sari (Ivanhoé), Bartolomeo Pisani (Rebecca), A. Castagnier (Rébecca), Otto Nicolai (Il Templario) și Heinrich Marschner (Der Templer und die Jüdin).
Opera lui Rossini este un pasticcio (o operă în care muzica pentru un text nou este aleasă din muzica preexistentă a unuia sau mai multor compozitori). Scott a participat la o reprezentație și a înregistrat în jurnalul său: „A fost o operă și, bineînțeles, povestea s-a stricat cu tristețe și dialogul, în parte prostii”.